# Karl Raichle
Karl Raichle (* 31. August 1889 in Dettingen unter Teck; † 16. April 1965 in Meersburg) war ein deutscher Zinnschmied und Metallkünstler.

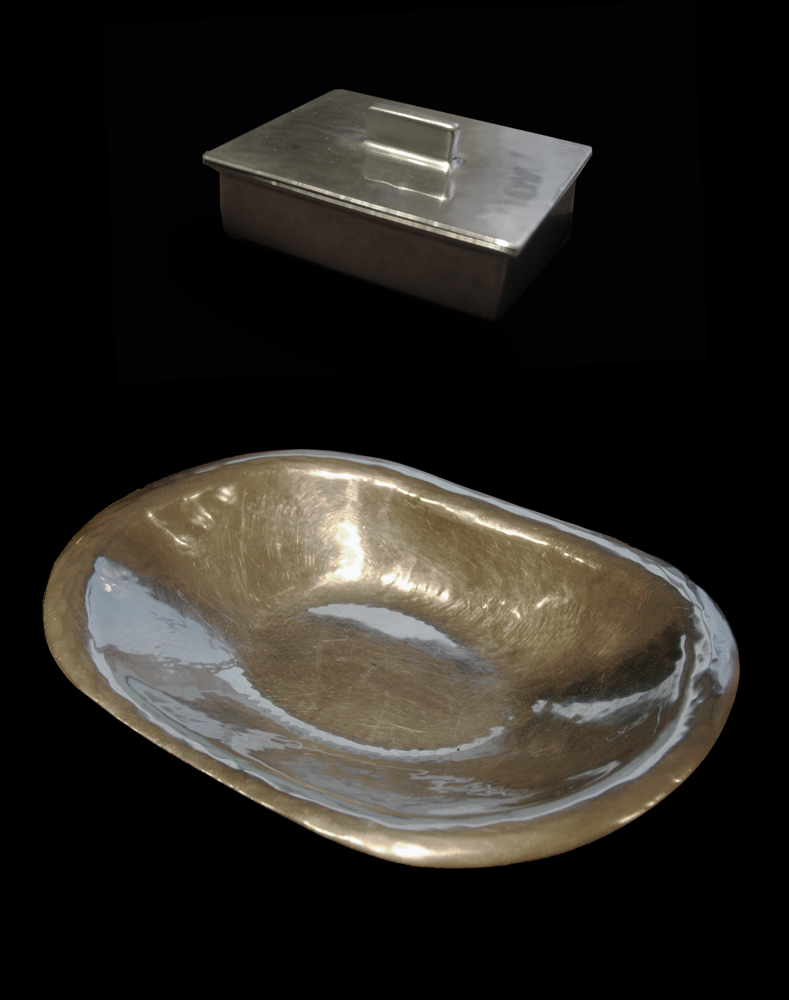
Zinnobjekte von Karl Raichle

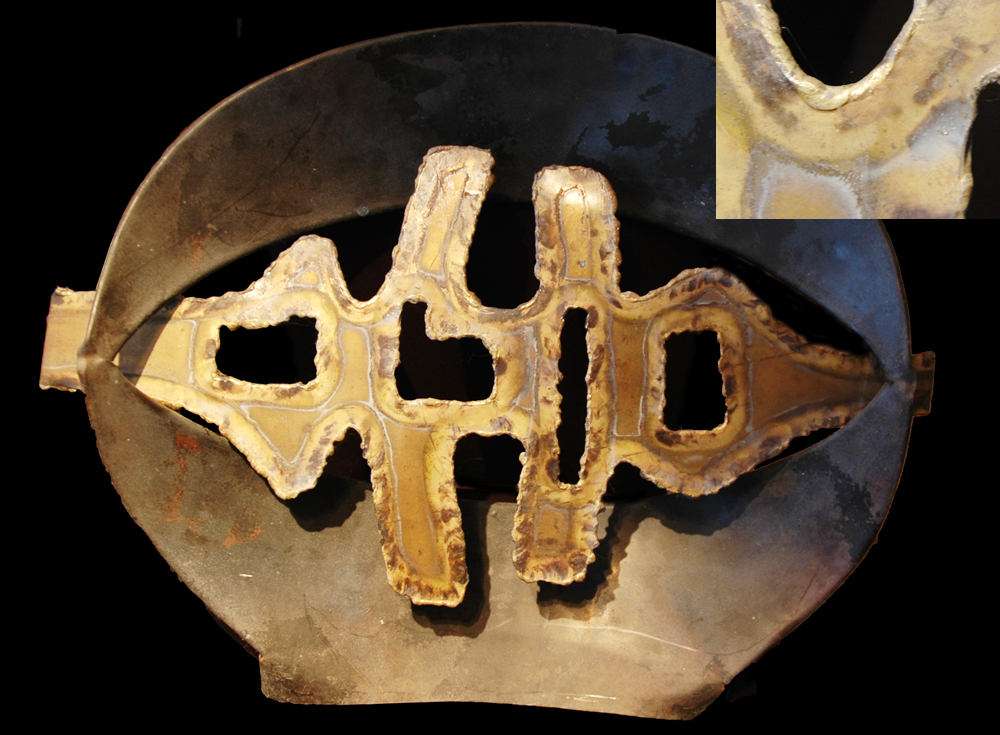
Objekt und Detail in Messing von Karl Raichle

Karl Raichle widmete sich nach einem Studienaufenthalt am Bauhaus in Dessau der Herstellung kunsthandwerklicher Gefäße aus Zinn, Messing und Kupfer. Raichle lebte von 1918 bis 1932/33 in Urach (Württemberg) und gründete dort mit Freunden eine literarisch-sozialanarchistische Gruppe, den Uracher Kreis, vor Ort auch als „Roter Winkel“ bezeichnet. Ab 1933 baute er in Meersburg eine Zinnschmiede auf und führte von dort seine Arbeit als Metallbildhauer weiter. Er war eng mit Julius Bissier befreundet.

## Grundorientierung durch Wanderleben
Nach Volksschule und Lehre als Kupferschmied bei der Lampenfabrik Max Krüger in Berlin ging er als Handwerksbursche in die Schweiz zu einer Kupferschmiede in Genf, kehrte nach Dettingen zurück und wurde 1909 zur Marine in Wilhelmshaven eingezogen und 1912 entlassen. Im Jahr 1912 interessierte er sich in Stuttgart für Gesang, dann versuchte er sich als Literat.
Im Ersten Weltkrieg kam er bei Kriegsausbruch 1914 zur Kriegsmarine nach Wilhelmshaven, verfasste revolutionäre Bücher und lernte Theodor Plivier und Gregor Gog kennen. Raichle beteiligte sich im November 1918 als Matrosenrat am Kieler Matrosenaufstand und war Mitherausgeber der Zeitung Die Republik. Ende November 1918 zog er mit Plivier nach Urach.

## Weiterentwicklung in Urach

### Haus am Grünen Weg
Im Jahr 1921/1922 baute er mit seiner Frau Elisabeth und Freunden ein Häuschen in Urach, das Haus am Grünen Weg, das zum Treffpunkt für linksorientierte Freunde wurde. Im Kellergeschoss richtete er eine Werkstatt für kunstgewerbliche Metallarbeiten ein. Nach der Uraufführung seines proletarischen Stückes Das Tor des Ostens oder der Rote Schmied im Jahr 1925 wurde er im Dezember desselben Jahres Gemeinderat für die KPD in Urach. Ab 1926 begann er mit der Herstellung von Kunsthandwerk aus geschmiedetem Zinn. Im Sommersemester 1928 und Wintersemester 1928/29 orientierte er sich am Bauhaus in Dessau.

### Uracher Kreis
- 1928 Gründung der Werkgemeinschaft Urach K. und E. Raichle (Kommune am Grünen Weg), wo Raichle unter anderem mit gleichgesinnten Idealisten, Nonkonformisten und mit der Nacktkultur Bekanntschaft macht.
- Freundschaft mit dem Schriftsteller Theodor Plivier, dem Philanthropen Gregor Gog, dem expressionistischen Dichter Johannes R. Becher und dem Schriftsteller Alexander Abusch (letztere zwei wurden später Kulturminister in der DDR) sowie dem anarchistischen Dichter Erich Mühsam.
- Begegnungen mit dem Wanderpropheten Gusto Gräser vom Monte Verità und mit den Lebensreformern vom Vogelhof. Die Christ-Revolutionäre um Karl Strünckmann und Alfred Daniel halten in der Siedlung ihre Treffen ab.
- In seiner epischen Dichtung Urach oder Der Wanderer aus Schwaben hat Johannes R. Becher seinem Freund Raichle ein literarisches Denkmal gesetzt.

### Werkgemeinschaft Urach K. u. E. Raichle
Karl und seine Frau Elisabeth gründeten 1928 die Werkgemeinschaft Urach K. und E. Raichle. Sie beschäftigten in einem landwirtschaftlichen Nebengebäude in Urach von 1928 bis 1931 etwa vier Mitarbeiter. Sie stellten aus geschmiedetem und nicht wie bis damals üblich aus gegossenem Zinn Haushaltsgegenstände wie Leuchter, Vasen sowie Tee- und Kaffeeservices her. Das Grassi-Museum in Leipzig kaufte 1930 einige seiner kunsthandwerklichen Gebrauchsgegenstände an.

## Die Werkgemeinschaft Raichle im Übergang
Von 1931 bis 1933 erstellte er seine Werke zum Zweck der Arbeitsbeschaffung für die dortige Bevölkerung in einer Fabrik in Lützenhardt bei Freudenstadt im Schwarzwald, dem heutigen Ortsteil der Schwarzwaldgemeinde Waldachtal. Nach dem 30. Januar 1933 flüchtete er nach Kleinmachnow bei Berlin und nannte sich Werkgemeinschaft K. und E. Raichle, Teltow b. Berlin. Im März 1933 verkaufte er sein Uracher Eigentum und orientierte sich von dort im Sommer 1933 nach Meersburg am Bodensee. Karl Raichle beteiligte sich an der Leipziger Frühjahrsmesse im März 1933.

## Meersburger Zinnschmiede Karl Raichle

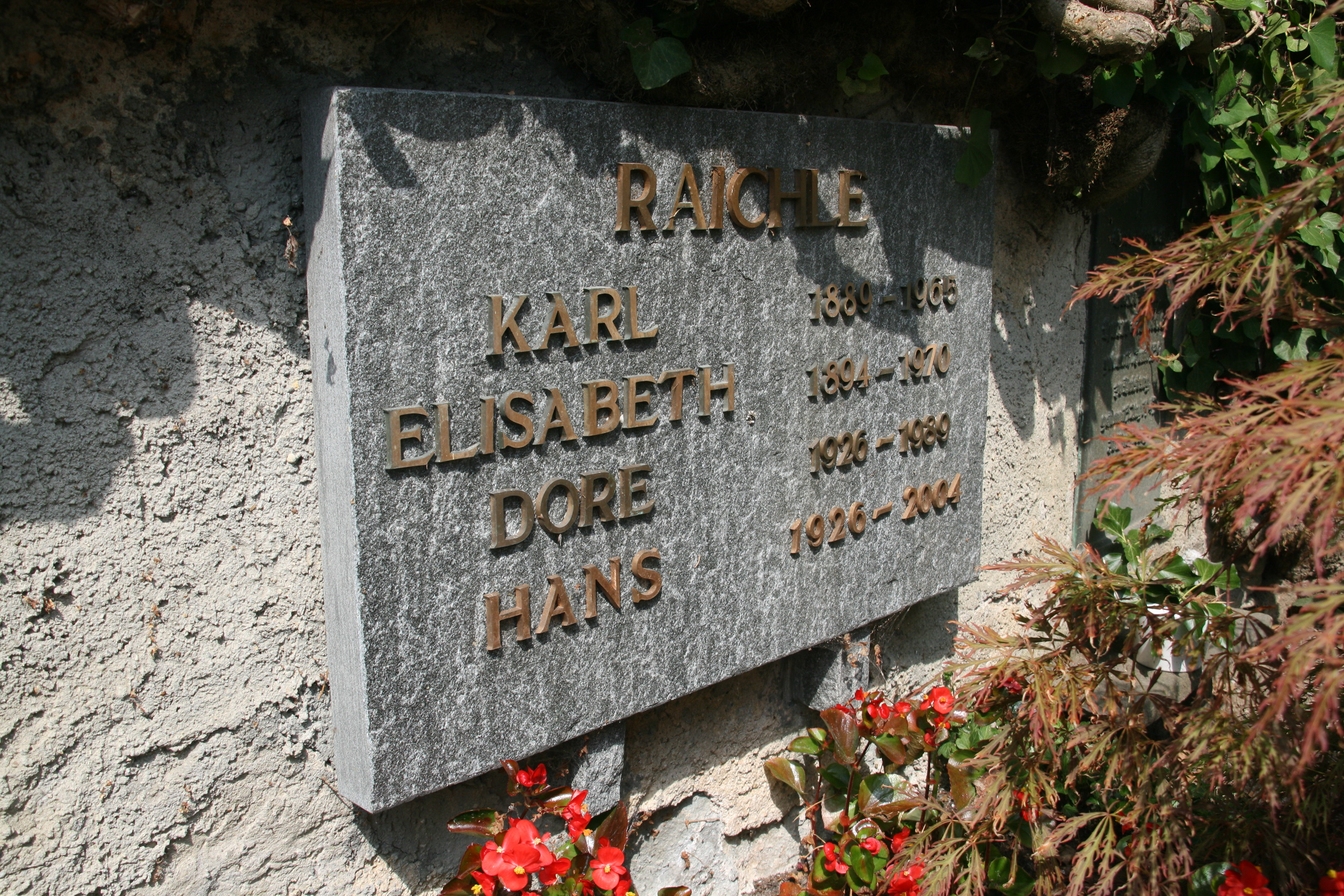
Grab von Karl Raichle auf dem Friedhof Meersburg

Die Meersburger Zinnschmiede bestand von 1933 bis zu Raichles Tod im Jahr 1965 in Meersburg, Lehrenweg 18. Sie beschäftigte 1939 außer ihm und seiner Frau zwölf Mitarbeiter, die Werkstattmarke war r Meersburg. Die handgeschmiedete konstruktivistischen, modernistischen Zinngeräte der Meersburger Zinnschmiede galten als Zeugnisse deutscher Wertarbeit. Die handwerkliche Fertigung und der einfache und schlichte Stil passten in das nationalsozialistische Kunstempfinden. Raichle beteiligte sich u. a. mit einem fünfarmigen Tafelleuchter an der Pariser Weltausstellung von 1937 und wurde mit einer Ehrenurkunde ausgezeichnet. Nach Beginn des Zweiten Weltkriegs verwendete er Messing, Kupfer und Aluminium als Ersatzmaterial für das kriegsbedingt knappe Zinn. Er entwickelte eine seltene Methode der Feueroxydation für Messing und Kupfer. Seine Arbeiten wurden auch von dem als entartet verfemten Maler Julius Bissier in Hagnau beeinflusst.
Auch nach dem Zweiten Weltkrieg legte Raichle Wert auf Formvollendung, Symmetrie und organische Formen. Raichle versuchte den Uracher Kreis wieder zu beleben und hielt Kontakt zu Johannes R. Becher sowie Theodor Plievier in Dettingen-Wallhausen.

## Werk
(auszugsweise)
Von der Meersburger Zinnschmiede wurde ein Werkstattkatalog veröffentlicht. Vom Bröhan-Museum in Berlin-Charlottenburg wurde ein Katalog der Metallkunst der Moderne herausgegeben, in dem auch einige Werke abgebildet und beschrieben sind. Die Zinnschmiedearbeiten von Karl Raichle werden in Auktionen gehandelt.
- um 1930: Kaffeeservice mit Kaffeekanne, Zuckerdose und Sahnegießer. Zinn handgeschmiedet, marteliert mit Hornknauf. Werkstattmarke r Urach.
- um 1930: Deckelkanne. Zinn handgeschmiedet, marteliert. Werkstattmarke r Urach.
- um 1930: Tafelleuchter. Fünfarmig, Zinn handgeschmiedet, marteliert. Werkstattmarke r Urach.
- um 1935: Schale. Zinn handgeschmiedet, marteliert. Werkstattmarke r Meersburg.
- um 1935: Weinservice mit Kanne, Bechern und Tablett. Zinn handgeschmiedet, marteliert. Werkstattmarke r Meersburg.
- vor 1938: Bowlengarnitur mit Bowlenkanne, Schöpflöffel, Bechern und Tablett. Zinn handgeschmiedet, marteliert. Werkstattmarke r Meersburg.
- vor 1940: Vase. Zinn handgeschmiedet, marteliert. Werkstattmarke r Meersburg.
- um 1946: Topf mit angenieteten Ösengriffen und Ösenknauf. Innen verzinkt, marteliert. Werkstattmarke r Meersburg.

## Ausstellungen
- Karl Raichle – Metalltöpfer. Von Urach bis Meersburg. Arbeiten von 1929 bis 1960, in Zinn, Kupfer, Messing, Aluminium. Ausstellung vom 16.09.1993–30.10.1993 in der Galerie Auch Weinhandel, 90403 Nürnberg.
- Metallarbeiten der 1920er bis 1950er Jahre. Die Sammlung Giorgio Silzer. 18. Juni 2011 bis 16. Oktober 2011. Museum Kunstpalast in Düsseldorf. (Arbeiten von Karl Raichle, Harald Buchdrucker und Hayno Focken)[17]

## Auszeichnungen
Seine Arbeiten wurden ausgezeichnet.
- 1937 Ehrenurkunde auf der Weltausstellung Paris 1937
- 1951 auf der Triennale in Mailand
- 1953 auf der Internationalen Ausstellung in Madrid

## Auktionen
Werke von Karl Raichle sind auf Kunstauktionen und bei Art-déco-Antiquitätenhändlern vertreten.

## Dokumente
- Tonbandprotokoll 1960, Becher Archiv, Berlin.